# Carpas (teatro en México)
Las carpas mexicanas fueron un tipo de teatro ambulante muy popular en México a inicios del siglo XX, hasta su práctica desaparición a fines de la década de 1960. No se sabe quién prohibió las presentaciones. Su nombre responde al de la infraestructura desmontable, portátil y con techo de lona, como la de los circos, empleada para sus giras itinerantes por pueblos y ciudades. A diferencia de los circos clásicos, representaban una mezcla de números de teatro muy sencillos (sin gran elaboración escénica), humorísticos o satíricos, musicales y cercanos al género de las revistas populares. Surgieron en la capital mexicana y luego en otras ciludades del país, en sustitución del "teatro de los ricos", cuyas funciones poco o nada tenían que ver con el pueblo llano y cuyos precios estaban fuera del alcance de su dinero. Hoy lo podemos ver en Carrillo puerto 31 en el centro de Coyoacán.

## Origen y desarrollo
En sus orígenes, el teatro fue utilizado, si bien, por las autoridades para mantener a la población distraída de los sucesos políticos, económicos y sociales que vivía el país. Y por su parte, este tipo de espectáculos en su inicio fueron eventos totalmente reservados para las clases privilegiadas. 
Por su lado, hay quienes derivan la carpa del Mester de Juglaría medieval, otros encuentran sus raíces en los Misterios que importaron los misioneros españoles. Otros consideran que las raíces de la carpa están en la serie de acontecimientos que rodearon a la Revolución mexicana.
En la época posrevolucionaria, de 1930 a 1959, la gente del barrio veía llegar un destartalado camión que descargaba lonas, cuerdas, tablones, algunos para armar el templete o escenario, otros, a veces, para hacer una especie de camerinos, y otros para improvisar las bancas donde se sentaría el público (las sillas plegadizas, de madera primero, y de lámina más tarde, llegarían después). La curiosidad los hacía detenerse para ver cómo se iba armando un modesto lugar para espectáculos... ese instante lo aprovechaba el pregonero para anunciar a los artistas que presentarían en cada una de las "tandas".
La Asociación nacional de actores considera al actor, director, humanista "Goyo Dante" como fundador del teatro de masas, una organización teatral que promovía el teatro en las comunidades alejadas. 
La mayor parte de las carpas, sobre todo a los inicios, presentaban principalmente a cómicos, bailarinas y cantantes, en ocasiones algún mago o prestidigitador y también malabaristas o ventrílocuos. 
Generalmente las funciones constaban de tres "tandas"; en la primera entraba público de todas las edades, incluyendo niños, y presentaban a los artistas menos conocidos o que atraían poco público; ya en la segunda incrementaba la calidad del espectáculo. La tercera, ya después de las 8 de la noche, era el "platillo fuerte" con cómicos —de ahí surgieron personajes tan conocidos como "Cantinflas" y Manuel Medel, y posteriormente aparecieron personajes como Resortes y Clavillazo.

## Período de auge
Las carpas eran itinerantes y montadas el mismo día en que se daba la función, esto hacía que el público se identificara más con los actores, ya que era una convivencia más cercana, en el proceso del montaje de las carpas los habitantes de las colonias iban a ver. Las carpas eran económicas, ya que se presentaba el espectáculo sobre un templete de madera y se acomodaban las sillas, usaban lonas o tablas de madera para improvisar los camerinos, los vestuarios estaban desgastados, pero eso era lo de menos, ya que el público era exigente con el contenido de los sketchs. 
Con el auge que fueron tomando las carpas empezaron a rentar locales para presentarse en ellos, dichos locales estaban ubicados en su mayoría la Ciudad de México, lo que daba un contraste a dicha zona, ya que estaban los grandes teatros, pero el auge de las carpas y de las tandas fue tan grande que se presentó una en el Palacio de Bellas Artes, con la puesta en escena de "Rayando el sol”, de Roberto Soto "El Panzón Soto", cómico de carpa conocido por su sátira al líder sindical Luis N. Morones.
Jesús Martínez «Palillo» y Fernando Soto «Mantequilla», -entre otros cómicos, cantantes y bailarinas-, fueron un fenómeno de las carpas como ámbito de la diversión popular que está muy ligado al acontecer social del pueblo.

## Impacto social
Quienes acudían a las funciones tenían la oportunidad de conocer a los artistas, cantantes y cómicos, que escuchaban por la radio, así como a hermosas vedettes que los deleitaban con sus bailes y coloridos vestuarios llenos de lentejuelas y plumas. Así mismo, ahí encontraban la oportunidad de «interactuar con ellos con bromas, chillidos y ocurrencias».
Los políticos y los "catrines" eran, principalmente, los blancos de las bromas y ataques de los personajes del barrio representados en el "peladito", el borracho, el pendenciero o el pícaro, haciendo que éstos se sitúen por encima de los de "la clase alta" al ridiculizarlos a base del albur, palabras altisonantes o alocuciones incoherentes que los dejaban perplejos y arrancaban las carcajadas del público. 
Este se convierte en un teatro para el pueblo, con costos accesibles.

## Obras de teatro
Además de "carpas" para el espectáculo cómico, musical y de variedades, existieron algunas especializadas en obras de teatro, como el Tayita, de los Hermanos Padilla, donde actuaba la primerísima actriz Blanquita Morones, y que recorrieron gran parte del territorio nacional. Uno de los lugares que más éxito tuvo este teatro Tayita fue en el puerto de Acapulco, donde trabajaron en sus intermedios el famoso cómico y mago El "Pipochas" mi entrañable amigo, otras de las personas que trabajaron en ese entonces en las obras teatrales fue el señor "Jorge Lavat" y una niño del puerto de Acapulco, quien en los intermedios hacia imitaciones con fonomímicas de canto de los artistas como "Sandro" y "Raphael" ese niño se llama "David Pérez Vargas" e incluso trabajo en una obra al lado de un miembro de la familia "Padilla" allá en los años 70´s esta carpa se instalaba en pleno centro del puerto, el lugar conocido hoy como "El mercado de Artesanías" del parasal.
Una de las puestas en escena más recordadas fue "Corona de lágrimas", famosa radionovela con doña Prudencia Griffel y que luego fue llevada al cine y a la televisión en formato de telenovela.
| País        | Nombre            | País        | Nombre              | País      | Nombre              |
| ----------- | ----------------- | ----------- | ------------------- | --------- | ------------------- |
| Venezuela   | Circo King        | Alemania    | Circo Sarrasani     | Argentina | Circo Azul          |
| Venezuela   | Circo de Mexico   | Rusia       | Circo Ruso          | Argentina | Circo Taconhy       |
| Venezuela   | Circo Yonathan    | Puerto Rico | Cirque of Magic     | Argentina | Circo Fantasía      |
| El Salvador | Circo King Brown  | Perú        | La Tarumba          | Argentina | Circo de las Artes  |
| Bolivia     | Circo Somnus      | Hungría     | Circo Tihany        | Argentina | Circo Servian       |
| Canadá      | Cirque du Soleil  | Chile       | King Brothers       | Argentina | Circo Varekay       |
| Francia     | Cirque Amar       | Chile       | Circo de Tachuelas  | Argentina | Circo Merlín        |
| España      | Circo Mundial     | Chile       | Circo VIP           | Argentina | Circo Bohemio       |
| España      | Circo Holiday     | Chile       | Circo de P y T      | Argentina | Circo Galax         |
| España      | Circo Raluy       | Chile       | Circo Special       | Argentina | Circo Rodas         |
| España      | Circo del Horror  | Chile       | Circo Buffalo Bill  | Usa       | Ringling Brothers   |
| España      | Circo Price       | Chile       | Circo Union         | México    | Circo Vazquez Hns.  |
| España      | Circo Muchachos   | Chile       | Circo Galaxia       | México    | Circo Olivera Hns.  |
| Colombia    | Circo Circolombia | Chile       | Circo Timoteo       | México    | Circo Febles Hns.   |
| Colombia    | Circo Egred       | Chile       | Circo Gallito       | México    | Circo Portugal Hns. |
| Colombia    | Colombian Circus  | Chile       | Circo Zapatilla     | México    | Circo Atayde Hns.   |
| Uruguay     | Circo Roma        | Chile       | Circo Las Águilas   | México    | Circo Hns. Gasca    |
| Uruguay     | Circo Tranzat     | Chile       | Circo Las Montini   | México    | Circo Rolex         |
| Brasil      | Circo Estoril     | Brasil      | Circo Italiano      | México    | Circo Velentinos    |
| Brasil      | Circo Kronner     | Brasil      | Circo Marcos Frota  | México    | Circo P. Ledezma    |
| Brasil      | Circo Mexicano    | Brasil      | Circo Hakmer        | México    | Circo Solary        |
| Brasil      | Circo Troy        | Brasil      | Le Cirque           | México    | Circo Vazques (3p)  |
| Brasil      | Circo Moscow      | Brasil      | Circo Dos Sonhos    | Brasil    | Circo Stankowich    |
| Brasil      | Circo Special     | Brasil      | Circo Thiany Spect. | Brasil    | Babilonia Circus    |
| Brasil      | Circo Mundo Mag.  | Brasil      | Circo Los Agady     | Brasil    | Mirage Circus       |
| Brasil      | Circo Di Nápoli   | Brasil      | Circo Madorf        | Brasil    | Circo Medrano       |
| Brasil      | Circo Fantastico  | Brasil      | Big Brother Circus  | Brasil    | Circo Fiesta        |
| Brasil      | Circo Maximus     | Brasil      | Circo Balao Mágico  | Brasil    | Halley Circus       |
| Brasil      | Circo Vostok      | Brasil      | Le Cirque Amar      | Brasil    | Circo Las Vegas     |
| Portugal    | Circo Portugal    | Brasil      | Circo Safari        | Brasil    | Circo Osvaldo Terry |